# Armas de destrucción masiva en Argentina
Argentina posee una historia con el desarrollo de armas de destrucción masiva. Durante el Proceso de Reorganización Nacional se inició un proyecto de armas nucleares, que fue desmantelado cuando regresó la democracia en 1983.

## Armas químicas y biológicas
Argentina entra al Protocolo de Ginebra el 12 de mayo de 1969 y ha participado en las campañas de no proliferación de armas nucleares, ratificado en la Convención de armas biológicas en 1979, y la Convención de armas químicas el 2 de octubre de 1995. En septiembre de 1991, Argentina, Chile y Brasil firman la Declaración de Mendoza, la cual establece el no uso, desarrollo, producción, adquisición, transferencia y déposito - directa o indirectamente- de armas químicas y/o biológicas.
En los Estados Unidos se han aislado varios virus sudamericanos de fiebres hemorrágicas con condiciones para ser usado como arma biológica, entre ellos el virus Junín, cuya potencialidad está dada por la alta mortalidad, morbilidad, facilidad de contagio usando aerosoles, y antídoto curativo, y vacuna preventiva. Oficialmente no se lo ha estudiado con ese fin, sino que se admite su estudio solo para el uso de vacunas.

## Armas nucleares

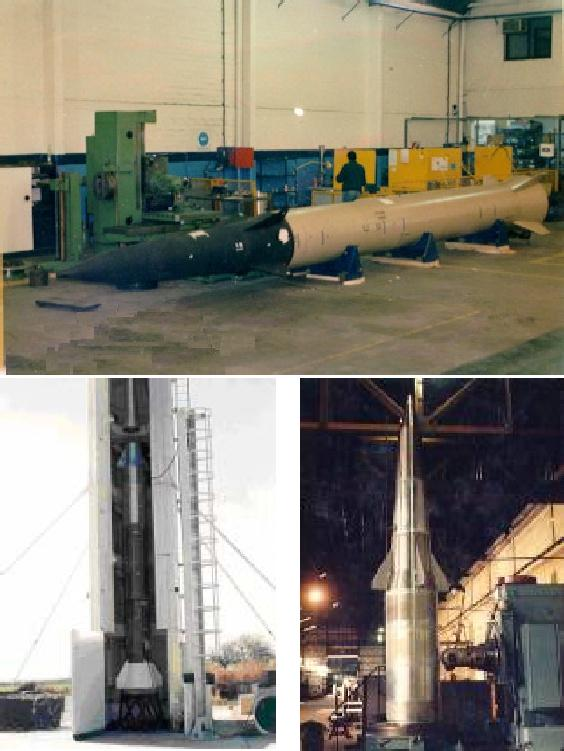
Prototipos del Cóndor II en distintas fases de desarrollo.

La Argentina llevó a cabo un programa de armas nucleares durante el Proceso de Reorganización Nacional. En noviembre de 1983, funcionarios gubernamentales confirmaron que el reactor del Instituto Balseiro tenía capacidad para enriquecer uranio a niveles armamentísticos. Sin embargo, el programa fue abandonado tras el retorno de la democracia al país.
En 1991 los parlamentos de Argentina y de Brasil firman un acuerdo de mutua inspección a través de la creada Agencia Brasileño-Argentina de Contabilidad y Control de Materiales Nucleares (ABACC). Los dos países se compromenten a usar la energía nuclear con fines pacíficos.
En febrero de 1995, Argentina se une al Tratado de No Proliferación Nuclear, y como no poseedor de armas nucleares, continua con el uso de energía nuclear para fines pacíficos e incluso exporta tecnología nuclear para uso civil.

## Misiles
Tras el fin de la guerra de las Malvinas, Argentina desarrolló un misil balístico de alcance medio denominado Cóndor. El proyecto se llevó a cabo junto a Egipto e Irak. Poseía una capacidad para transportar una carga bélica de 500 kilogramos a una distancia estimada entre los 800 y 1000 kilómetros. En 1990, el proyecto fue desmantelado durante la presidencia de Carlos Menem por presiones internacionales y falta de fondos.